# 터키항공 6491편 추락 사고
터키항공 6491편 추락 사고는 홍콩의 홍콩 국제공항에서 출발하여 키르기스스탄 비슈케크의 마나스 국제공항을 경유하는, ACT 항공에서 운항하는 터키항공 소속 화물기가 2017년 1월 16일 현지 시간 오전 07시 19분경 마나스 국제공항에 착륙을 시도하려다 짙은 안개로 인해 포기하고 착륙복행을 하던 도중에 관성을 이기지 못하고 공항으로부터 900m 떨어진 인근 주택가에 추락해 기내 승무원 4명을 포함한 39명의 인명손실을 낸 항공 사고이다.

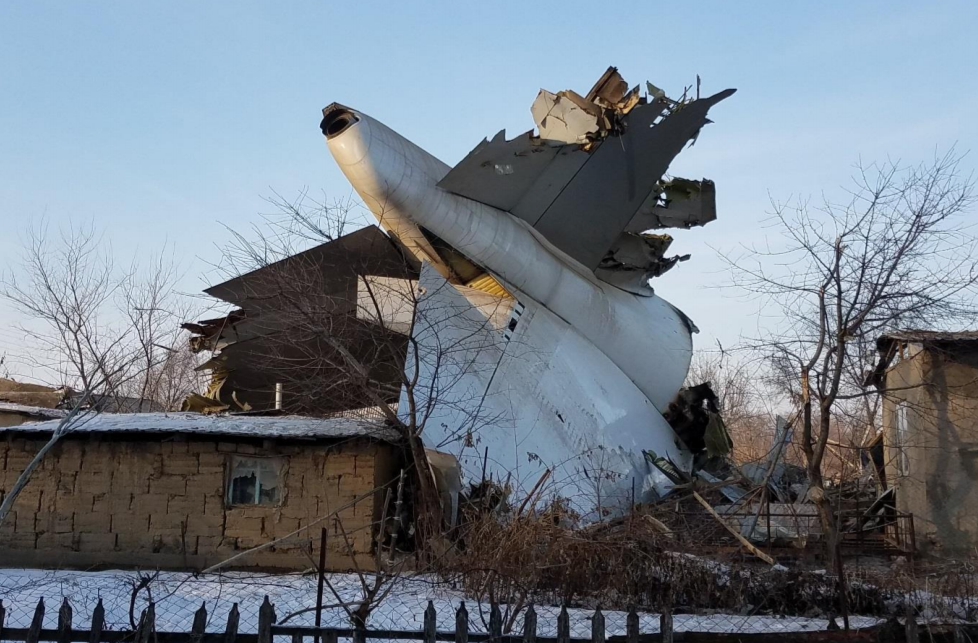
사고 후의 모습